# Sweet Passion
Sweet Passion è un album della cantante soul statunitense Aretha Franklin, pubblicato nel 1977 dalla Atlantic Records.

## Tracce

### Lato A
1. Break It To Me Gently (Marvin Hamlisch, Carole Bayer Sager)  3:21
2. When I Think About You (Aretha Franklin)  4:46
3. What I Did For Love (Marvin Hamlisch, Edward Kleban)  5:17
4. No One Could Ever Love You More (Lamont Dozier)  3:36
5. A Tender Touch (Aretha Franklin)  3:58

### Lato B
1. Touch Me Up (Lamont Dozier)  4:38
2. Sunshine Will Never Be The Same (Lamont Dozier)  3:36
3. Meadows Of Springtime (Aretha Franklin)  5:26
4. Mumbles / I've Got The Music In Me (Clark Terry, Aretha Franklin, Bias Boshell)  3:40
5. Sweet Passion (Aretha Franklin)  7:12

## Formazione
- Aretha Franklin - voce, tastiera
- Gary Coleman - percussioni
- James Gadson - batteria
- Sonny Burke - tastiera
- Mike Morgan - chitarra
- Sylvester Rivers - tastiera
- Bob Zimmitti - percussioni
- Ray Parker Jr. - chitarra
- David Paich - tastiera
- Chuck Rainey - basso
- Joe Clayton - congas, percussioni
- H. B. Barnum - tastiera
- Scott Edwards - basso
- Lee Ritenour - chitarra
- Harold Mason - batteria
- Craig McMillian - chitarra
- Ronald Coleman - tastiera
- Ray Brown - basso, contrabbasso

Note aggiuntive
- Carole Bayer Sager - produttore